# Modeste de Lucanie
Modeste de Lucanie est un martyr, né en Sicile au IIIe siècle. 
Chargé avec Crescence de l’éducation de Vitus, il le fortifia dans son attachement à la religion chrétienne et fut arrêté avec son disciple et Crescence par ordre de Dioclétien. Les trois chrétiens furent livrés à divers supplices, pendant lesquels, d’après la légende, eurent lieu des prodiges. L’Église honore Modeste et son compagnon le 15 juin.

## Source
« Modeste de Lucanie », dans Pierre Larousse, Grand dictionnaire universel du XIXe siècle, Paris, Administration du grand dictionnaire universel, 15 vol., 1863-1890 [détail des éditions].